# Pías
Pías – gmina w Hiszpanii, w prowincji Zamora, w Kastylii i León, o powierzchni 43,91 km². W 2011 roku gmina liczyła 149 mieszkańców.